# إيثارية
الإيثارية مذهب يعارض الأثرة ويرمي إلى تفضيل الآخرين على الذات.